# شوبرون

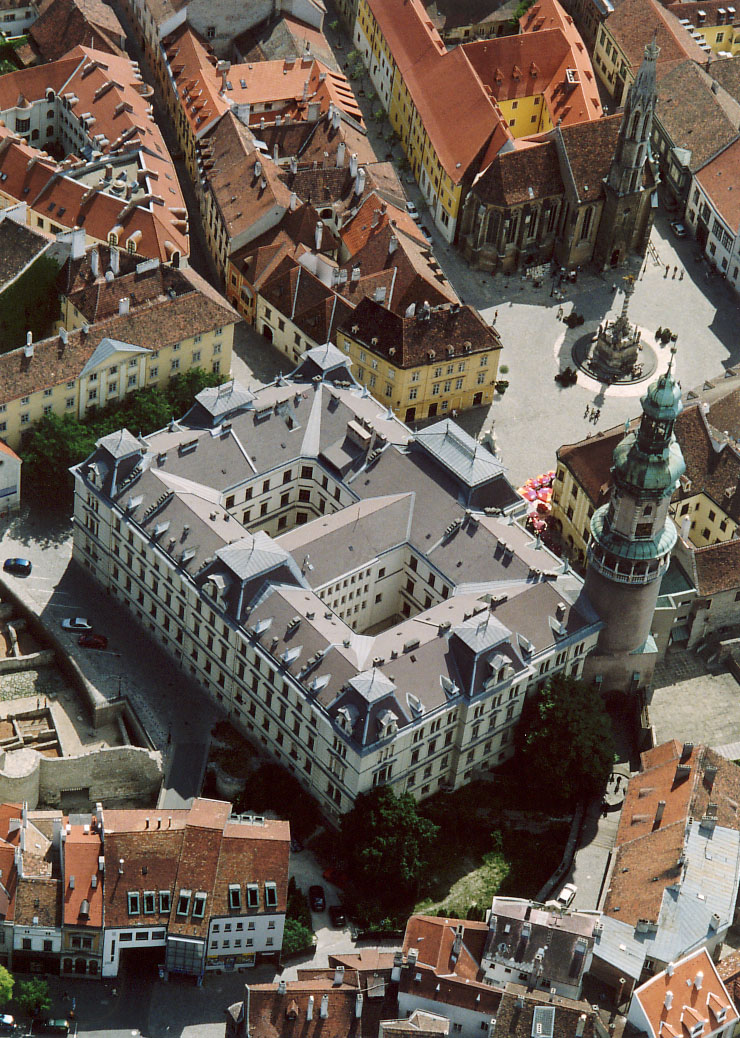
صورة جوية لمبنى البلدية وساحة المدينة الرئيسية

شوبرون ((بالمجرية: Sopron)‏) هي مدينة في المجر على الحدود النمساوية، بالقرب من بحيرة نويسيدل. بحلول عام 2012 بلغ عدد سكانها 61,390 نسمة.

## توأمة
لشوبرون اتفاقيات توأمة مع كل من:
- Rorschach, Switzerland [الإنجليزية]‏
- آيزنشتات
- بولسانو
- باد فيمبفن
- كازونو
- سينايوكي
- مدياس [الإنجليزية]‏
- فيليكو ترنوفو (23 مارس 2002 - )
- كمبتن (1987 - )
- إيلات
- Veliko Tarnovo Municipality [الإنجليزية]‏ (23 مارس 2002 - )

## من أعلام المدينة
- مارغريت مالر: طبيبة نفسية، وُلدت في شوبرون في 10 مايو 1897.

## معرض صور

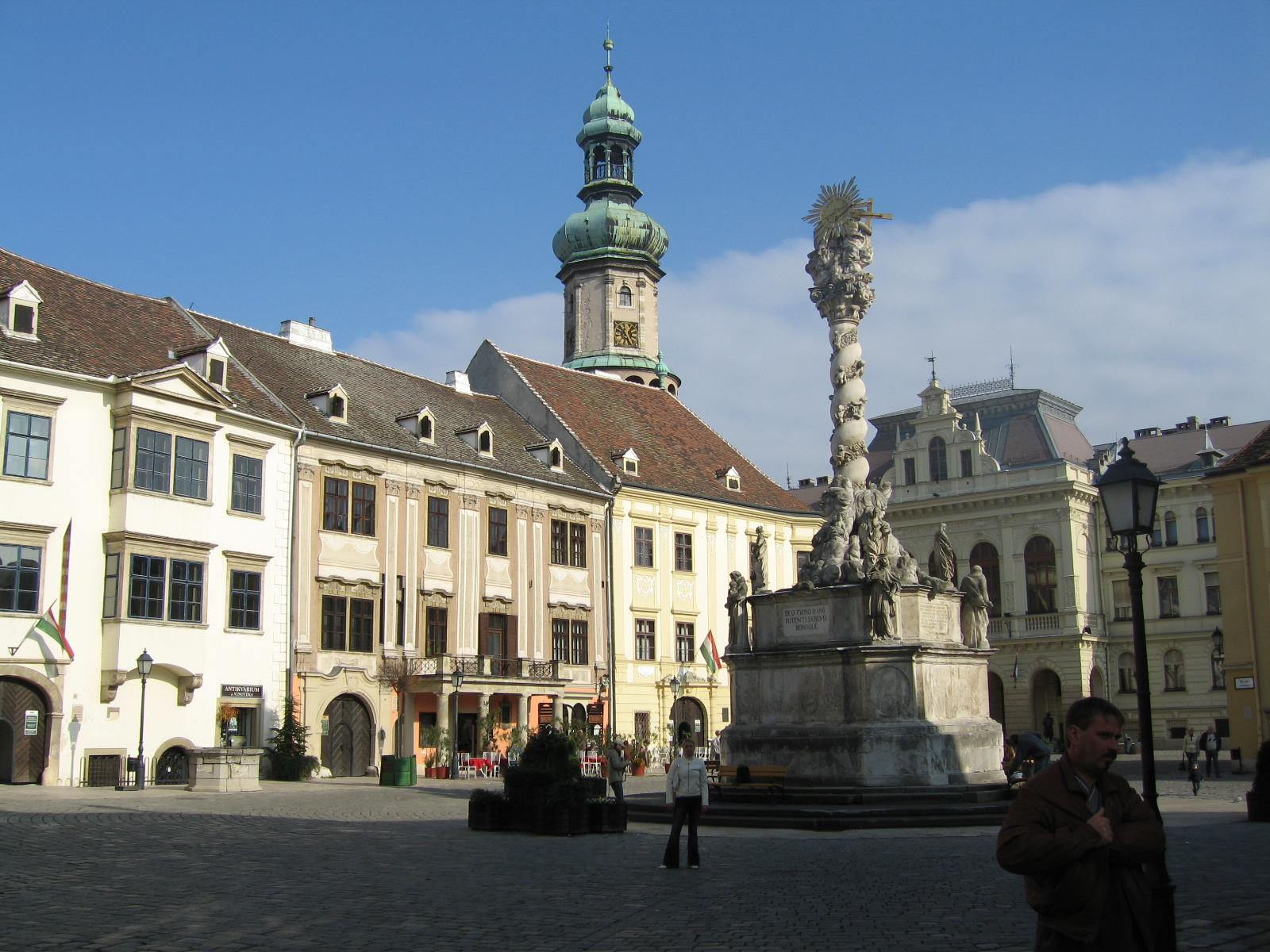
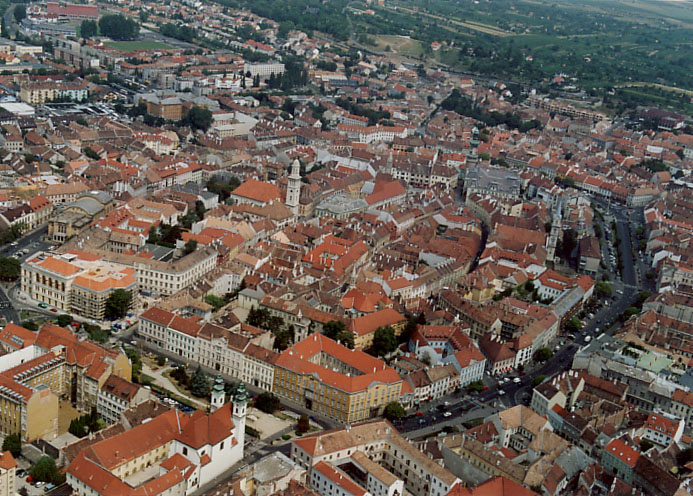
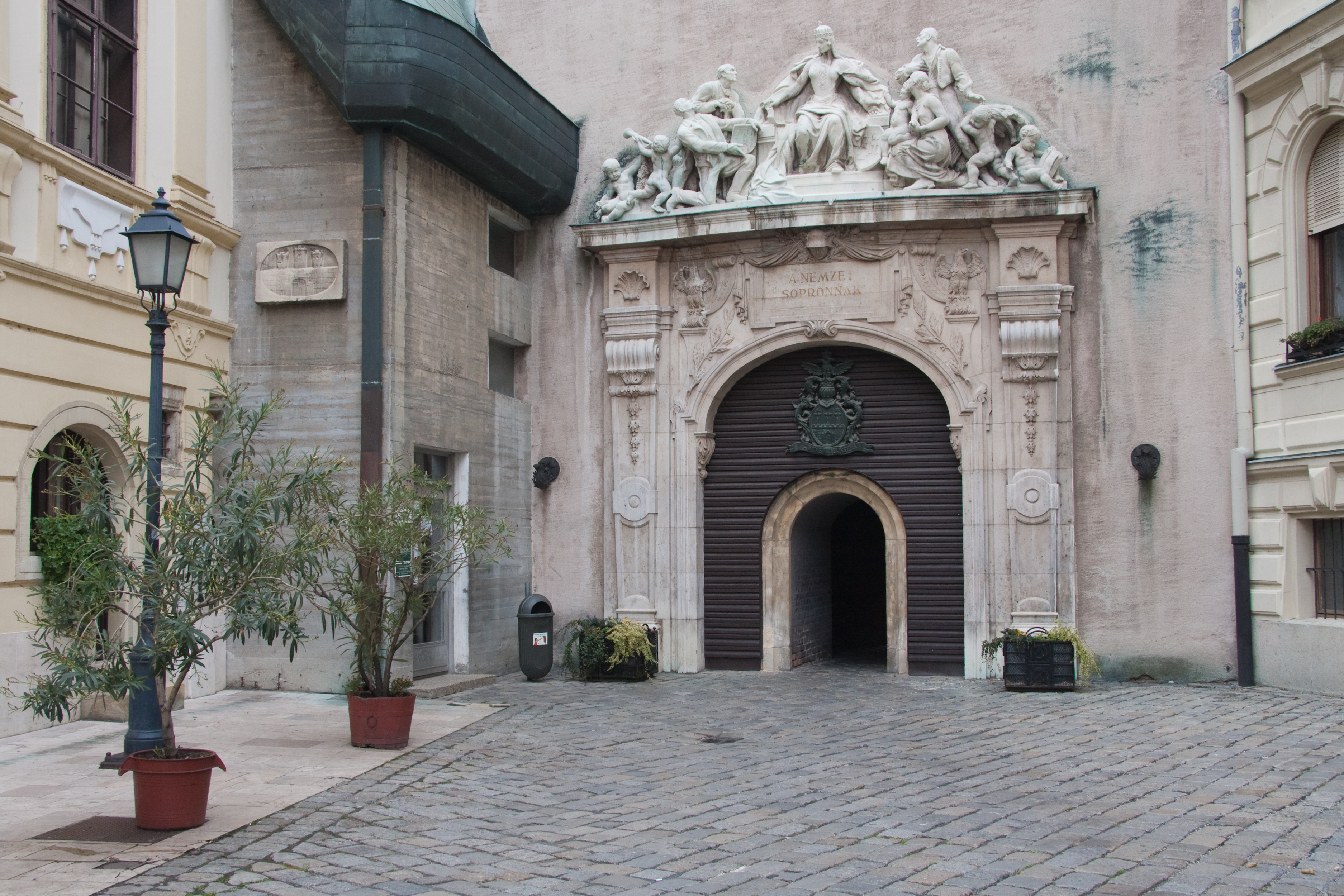

## وصلات خارجية
- (بالإنجليزية)، (بالمجرية)، (بالألمانية)

```
موقع البلدية الرسمي
```